# Oecleus minima
Oecleus minima är en insektsart som beskrevs av Fowler 1904. Oecleus minima ingår i släktet Oecleus och familjen kilstritar. Inga underarter finns listade i Catalogue of Life.